# Съчуански пипер
Съчуанският пипер (на китайски: 花椒; на пинин: huājiāo), известен още като китайски кориандър, е често използвана подправка в китайската, тибетската, непалската и индийската кухня. Името му е от китайската провинция Съчуан.
Съчуанският пипер се добива от два вида растения от рода Зантоксилум (Zanthoxylum) – Z. simulans и японски пипер (Z. bungeanum). Ботаническото наименование на рода идва от xanthon xylon (на гръцки: ξανθὸν ξύλον – „русо дърво“) поради ярко оцветената беловина на растенията. Родът Зантоксилум принадлежи към семейство Седефчеви (Rutaceae) и въпреки името си не е свързан нито с черния пипер (Piper nigrum), нито с пипера (Capsicum annuum).
Околоплодникът (перикарпа) на семената може да бъде използван самостоятелно или ситно смлян на прах в различни смеси, напр. в петкомпонентната китайска подправка „Усянгфян“ (на китайски: 五香粉; на пинин: wǔxiāngfěn ‒ буквално „пет смлени подправки“). Употребява се само околоплодникът, а блестящите черни семена се отстраняват, тъй като имат специфичен вкус.
Съчуанският пипер се използва в традиционната китайска медицина, а листата му са популярни в някои райони на Китай.

## Кулинарна употреба
Съчуанският пипер има уникален вкус. Той не е лют като черния, белия или лютия пипер, а има леко кисел вкус и създава усещане на изтръпване и скованост на езика, причинена от съдържащите се 3% от съединението алфа-хидрокси саншол.
Според Харолд Макгий в „За храната и нейното приготвяне“ – този пипер не е просто лют, а „произвежда странно изтръпване, шум в ушите, усещане, подобно на ефекта на газирани напитки или слаб електрически ток от деветволтова батерия върху езика“. Саншолът действа на няколко различни видове нервни окончания едновременно и предизвика усещане за допир и студ.
Готварските рецепти препоръчват съчуанския пипер да се смели преди употреба, като се добавя в последния момент в ястията.
Съчуанският пипер е основната съставка на соса „Мала“ (на китайски: 麻辣醬; пинин: málàjiàng – буквално „пикантен сос“), който е често срещана в Съчуан гарнитура към ястия, представляваща комбинация от съчуански пипер и люти чушки. „Мала“ е и основна съставка в местните версии на традиционни китайски ястия.
В Китай и в Тайван е популярно олиото от семената на съчуаньския пипер (на китайски: 花椒油; на пинин: huājiāoyóu – буквално „олио от съчуански пипер“). То се използва в ястия с юфка без люти подправки. Рецептата може да включва юфка и зеленчуци, приготвени с масло от джинджифил и кафява захар. Ястието се овкусява с оризов оцет и съчуанско пиперово олио, които се добавят при сервиране.
„Хуа дзяо ян“ (на китайски: 花椒盐; пинин: huājiāoyán) е смес от сол и съчуански пипер, препечена в уок, която се сервира като подправка към ястия от пилешко, патешко и свинско месо.
Съчуанският пипер е една от малкото подправки, достъпни за Непал и народността гуркхи в Хималаите заради екстремалния климат. Там е популярен хималайският специалитет: момо от кнедли с плънка от зеленчуци, сирене или месо от як, като алтернатива биволско или свинско. Ароматизира се със съчуански пипер, чесън, джинджифил, лук и се сервира с доматен сос. Така също непалската юфка се сервира заедно с лют съчуански сос.

## Други
От 1968 до 2005 година в САЩ Агенцията за контрол на храните и лекарствата (FDA) забранява вноса на съчуански пипер, защото той се оказва способен да разпространява растителната зараза цитрусова язва, както по дървета от същото семейство Седефчеви, така и по други родове цитрусови плодове. Това е бактериално заболяване, което е много трудно да се контролира, може да навреди на зеленината и на плодовете от цитрусови култури в САЩ. Забраната за внос е най-строга до 2002 година, но през 2005 г. по оценка на Министерството на земеделието (USDA) FDA премахва забраната, при условие че съчуанският пипер се загрява до около 70°C, за да се унищожат всички бактерии преди износа.